# Miguel Poblet
Miguel Poblet Orriols, né le 18 mars 1928 à Montcada i Reixac et mort le 6 avril 2013 à Barcelone, est un coureur cycliste espagnol. Au cours de sa carrière, il remporte plus de 200 victoires.

## Biographie
Il est passé professionnel très tôt, à 16 ans, mais il est resté longtemps cantonné à des courses se disputant près de chez lui, principalement en Catalogne et ses alentours.
Lorsqu'il sortit enfin des frontières espagnoles, il se révéla un excellent sprinter. C'est en Italie qu'il a remporté ses plus beaux succès. Il a gagné Milan-San Remo à deux reprises et a terminé une fois deuxième et a également remporté 20 étapes au Tour d'Italie. Il a en outre gagné des étapes à la Vuelta et au Tour de France.
À Dieppe, à l’issue du premier tronçon de la première étape du Tour de France 1955, il est le premier Espagnol à revêtir le maillot jaune sur le Tour de France. Il perdra ce maillot le lendemain soir à l’arrivée de la deuxième étape à Roubaix.
En 1956, il a été le premier coureur à gagner au moins une étape dans chacun des trois « grands tours » la même année.
En 2002 il reçoit la Creu de Sant Jordi, distinction décernée par la Generalitat de Catalogne.
Il meurt le 6 avril 2013 à Barcelone des suites d'une insuffisance rénale quelques jours après son hospitalisation,.

## Palmarès sur route

### Par années
- 1945
  - Championnat de Barcelone indépendants
  - Trofeo Jaumendreu
  - 1rea étape du Trofeo Masferrer
  - 2e du championnat de Barcelone
  - 3e du Trofeo Masferrer
- 1946
  - Circuito Sardinero
  - 3e étape du Tour du Guipuscoa
  - 2e et 4e étapes du Tour de Burgos
  - 2ea étape du Tour de Majorque
  - 2e du GP Pascuas
  - 2e du GP Vizcaya
  - 3e du championnat de Catalogne
  - 3e du championnat de Barcelone
- 1947
  -  Champion d'Espagne de course de côte
  -  Champion d'Espagne des régions
  - Klasika Primavera
  - Subida a Santo Domingo
  - Trofeo del Sprint
  - Trofeo Jaumendreu
  - GP Catalunya :
    - Classement général
    - 2e, 3e, 5e et 6e étapes

  - GP Marca :
    - Classement général
    - 1rea étape

  - 2e, 7e et 9e étapes du Tour de Catalogne
- 1948
  -  Champion d'Espagne de course de côte
  -  Champion d'Espagne des régions
  - Champion de Catalogne
  - GP Pascuas
  - Trofeo del Sprint
  - GP Catalunya :
    - Classement général
    - 2e et 3e étapes

  - GP Marca :
    - Classement général
    - 1rea et 1reb étapes

  - 2e étape du Tour de Valence
  - 7e et 8e étapes du Tour de Catalogne
  - 4e étape du Tour de Tarragone
  - 2e du Trofeo Jaumendreu
- 1949
  -  Champion d'Espagne de course de côte
  -  Champion d'Espagne des régions
  - 1rea, 2e, 5e et 6e étapes du Tour de Catalogne
  - 2e du Tour de Catalogne
- 1950
  - Trofeo del Sprint
  - 2e du championnat d'Espagne de course de côte
- 1951
  - Championnat de Barcelone
  - 1re étape du Tour de Castille
  - 2e et 11e étapes du Tour de Catalogne
  - 2e étape de Barcelone-Pampelune
  - 2e de Barcelone-Pampelune
  - 2e du Trofeo Masferrer
  - 3e du Tour de Castille
- 1952
  - Tour de Catalogne :
    - Classement général
    - 1re, 3e et 6e étapes

  - 1reb étape du Tour de Majorque
  - 1re, 5e, 9e et 10e étapes du Tour de Castille
  - 3e du Tour de Castille
- 1953
  - Trofeo del Sprint
  - 1rea et 6e étapes du Tour de Catalogne
  - 2e du Circuit du Trégor
- 1954
  -  Champion d'Espagne des régions
  - Trofeo del Sprint
  - Trofeo Masferrer
  - 6e, 9e et 10e étapes du Tour de Catalogne
  - 1re, 4e, 5e et 8e étapes du Tour d'Aragon
  - 6ea étape du Tour des Asturies
  - 1rea et 3ea étapes du Tour de Pontevedra
  - 3e du Tour de Catalogne
  - 3e du Tour d'Aragon
- 1955
  - Grand Prix du Midi libre
  - 1rea et 22e étapes du Tour de France
  - Grand Prix de l'Écho d'Alger
  - 1re étape du Tour d'Andalousie
  - 3e étape de la Bicyclette basque
  - 2e du Critérium des As
  - 2e du championnat d'Espagne des régions
- 1956
  - Championnat de Barcelone
  - 4e, 8e, 15e et 17e étapes du Tour d'Italie
  - 3e, 5e et 6e étapes du Tour d'Espagne
  - 8e étape du Tour de France
  - 2e, 6eb, 8e et 9e étapes du Tour de Catalogne
  - Barcelone-Vilada
  - 2e du championnat d'Espagne des régions
  - 6e de Paris-Tours
- 1957
  -  Champion d'Espagne des régions
  - Championnat de Barcelone
  - Milan-San Remo
  - Milan-Turin
  - 3e, 9e, 10e et 18e étapes du Tour d'Italie
  - 6eb, 7e et 8ec étapes de Rome-Naples-Rome
  - 1rea et 8e étapes du Tour de Catalogne
  - 2e de Rome-Naples-Rome
  - 5e du Challenge Desgrange-Colombo
  - 6e du Tour d'Italie
  - 7e de Paris-Tours
  - 10e du Tour de Lombardie
- 1958
  -  Champion d'Espagne des régions
  - 16e, 19e et 20e étapes du Tour d'Italie
  - 5eb étape de Paris-Nice
  - 1re, 5e, 6eb, 7ea et 7eb étapes de Rome-Naples-Rome
  - 6e étape du Tour de Catalogne
  - 1reb étape des Trois Jours d'Anvers
  - 2e de Milan-Turin
  - 2e de Milan-San Remo
  - 2e de Paris-Roubaix
  - 2e du Tour de Lombardie
  - 2e de Rome-Naples-Rome
  - 4e du Challenge Desgrange-Colombo
  - 6e du Tour d'Italie
- 1959
  - Milan-San Remo
  - 6e, 13e et 15e étapes du Tour d'Italie
  - 1rea, 5e et 8e étapes du Tour de Catalogne
  - 8e étape du Tour du Levant
  - 3e de Paris-Bruxelles
  - 3e du Tour de Lombardie
  - 4e de Paris-Tours
  - 6e du Tour d'Italie
- 1960
  -  Champion d'Espagne des régions
  - 3e, 7ea (contre-la-montre) et 9eb (contre-la-montre) étapes du Tour d'Italie
  - Sassari-Cagliari
  - 2e étape du Tour de Sardaigne
  - 2ea, 5ea et 6ea étapes de Rome-Naples-Rome
  - Tour de Catalogne :
    - Classement général
    - 1reb, 3e et 5e étapes

  - 2e du Tour de Romagne
  - 3e de Paris-Roubaix
- 1961
  - 1re, 2e et 21e étapes du Tour d'Italie
  - 2e, 3e, 6e, 7e et 8e étapes du Tour du Levant
  - Trofeo del Sprint
  - 3e du Grand Prix de l'industrie et du commerce de Prato

### Résultats sur les grands tours

#### Tour de France
3 participations
- 1955 : 26e, vainqueur des 1rea et 22e étapes,  maillot jaune pendant 1 jour
- 1956 : non-partant (14e étape), vainqueur de la 8e étape
- 1957 : abandon (4e étape)

#### Tour d'Italie
6 participations
- 1956 : abandon, vainqueur des 4e, 8e, 15e et 17e étapes
- 1957 : 6e, vainqueur des 3e, 9e, 10e et 18e étapes
- 1958 : 6e, vainqueur des 16e, 19e et 20e étapes
- 1959 : 6e, vainqueur des 6e, 13e et 15e étapes
- 1960 : 25e, vainqueur des 3e, 7ea (contre-la-montre) et 9eb (contre-la-montre) étapes
- 1961 : 41e, vainqueur des 1re, 2e et 21e étapes,  maillot rose pendant 6 jours

#### Tour d'Espagne
2 participations
- 1955 : abandon (8e étape)
- 1956 : abandon (12e étape), vainqueur des 3e, 5e et 6e étapes

## Palmarès sur piste

### Six Jours
- 1953
  - Six Nuits d'Alger (avec Ferdinando Terruzzi)
  - Six Jours de Barcelone (avec Ferdinando Terruzzi)
- 1960
  - 2e des Six Jours de Madrid (avec Luis Penalver)
- 1961
  - Six Jours de Buenos Aires (avec Jorge Bátiz)
  - 2e des Six Jours de Madrid (avec Jorge Bátiz)
- 1962
  - Six Jours de Madrid (avec Miguel Bover)

### Championnats d'Espagne
- Champion d'Espagne de vitesse : 1949, 1951, 1957, 1959, 1960, 1961 et 1962
- Champion d'Espagne de l'américaine : 1952 (avec Pedro Sant) et 1962 (avec Miguel Bover)